# Rue Tiquetonne
La rue Tiquetonne est une rue du 2e arrondissement de Paris.

## Situation et accès
La rue Tiquetonne débute au no 137, rue Saint-Denis et se termine au no 32, rue Étienne-Marcel

## Origine du nom
Cette rue doit son nom à un boulanger du XIVe siècle, Rogier de Quiquetonne, même si l’appellation actuelle ne remonte qu’à 1868.

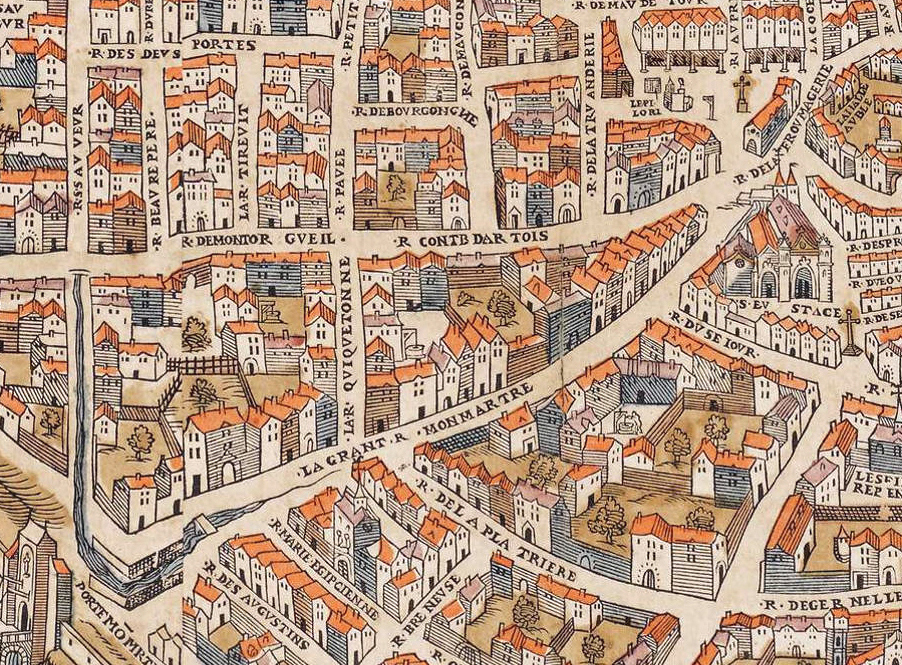
La « rue Quiquetonne » (QVIQVETONNE) sur un extrait du plan de Truschet et Hoyau (vers 1550).

## Historique
La rue suit le tracé de la muraille de Philippe Auguste, dont elle était le chemin de ronde extérieur.
Elle joignait la rue Saint-Denis à la rue Montmartre, mais les travaux de la rue Étienne-Marcel, en 1880, en ont fait disparaitre la partie occidentale. 
Au fil du temps, le nom a été déformé, le « QU » se transformant petit à petit en « T ». 
Elle est citée dans un manuscrit de l'abbaye Sainte-Geneviève de 1450, sous le nom de « rue Aubry ».
Elle est citée sous le nom de « rue Ticquetonne » dans un manuscrit de 1636 dont le procès-verbal de visite, en date du 22 avril 1636, indique qu'elle est « orde, boueuse, avec plusieurs taz d'immundices », puis  elle porte le nom de « rue du Petit-Lion-Saint-Sauveur » entre les rues Montorgueil et Saint-Denis jusqu'en 1868, date à laquelle elle prend le nom de « rue Tiquetonne ».
Elle est presque entièrement construite dès le XIVe siècle, son côté impair était en grande partie occupé par l'hôtel de Bourgogne. Celui-ci fut loti par François Ier en 1543, la rue Française en garde le souvenir.
Dans Les Trois Mousquetaires, Alexandre Dumas y fait habiter le mousquetaire Athos, ami de son célèbre d'Artagnan.
Victor Hugo y relate l'un de ses chapitres dans histoire d'un crime, reprenant les faits de violences commis par Bonaparte lors de son coup d'état du 2 décembre 1851. 
Victor Hugo cite indirectement cette rue ainsi dans "Choses vues, fragments épars 1871" : "... qui reproche au 18 mars M. Darboy et oublient de reprocher au 2 décembre l'enfant de la rue Tiquetonne. Un enfant de sept ans, cela vaut bien archevêque." coup d'état du 2 décembre 1851. 
Le 30 janvier 1918, durant la première Guerre mondiale, le no 46 rue Tiquetonne est touché lors d'un raid effectué par des avions allemands.

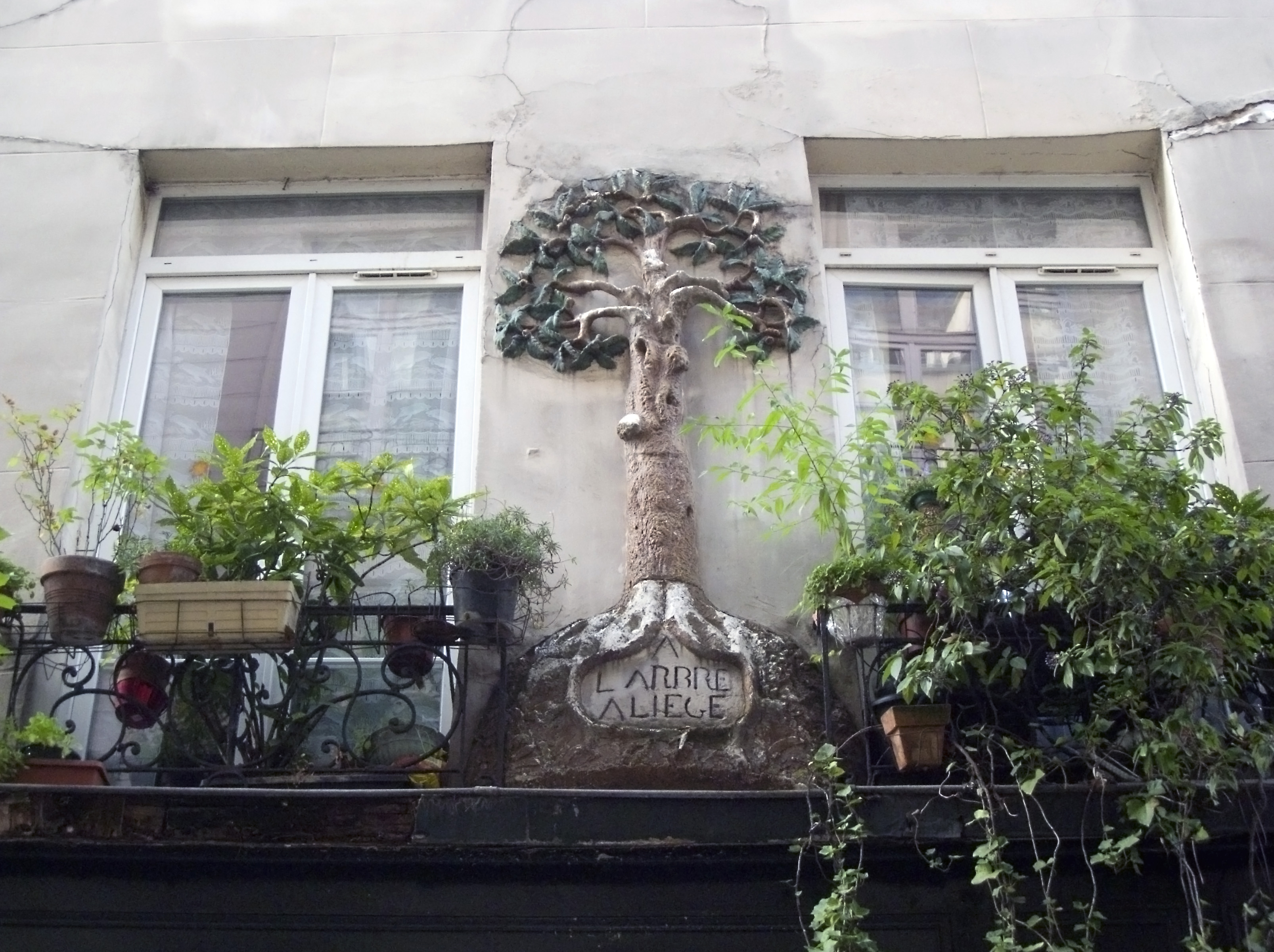
No 10: enseigne de l’Arbre à Liège, une des rares enseignes médiévales conservées.
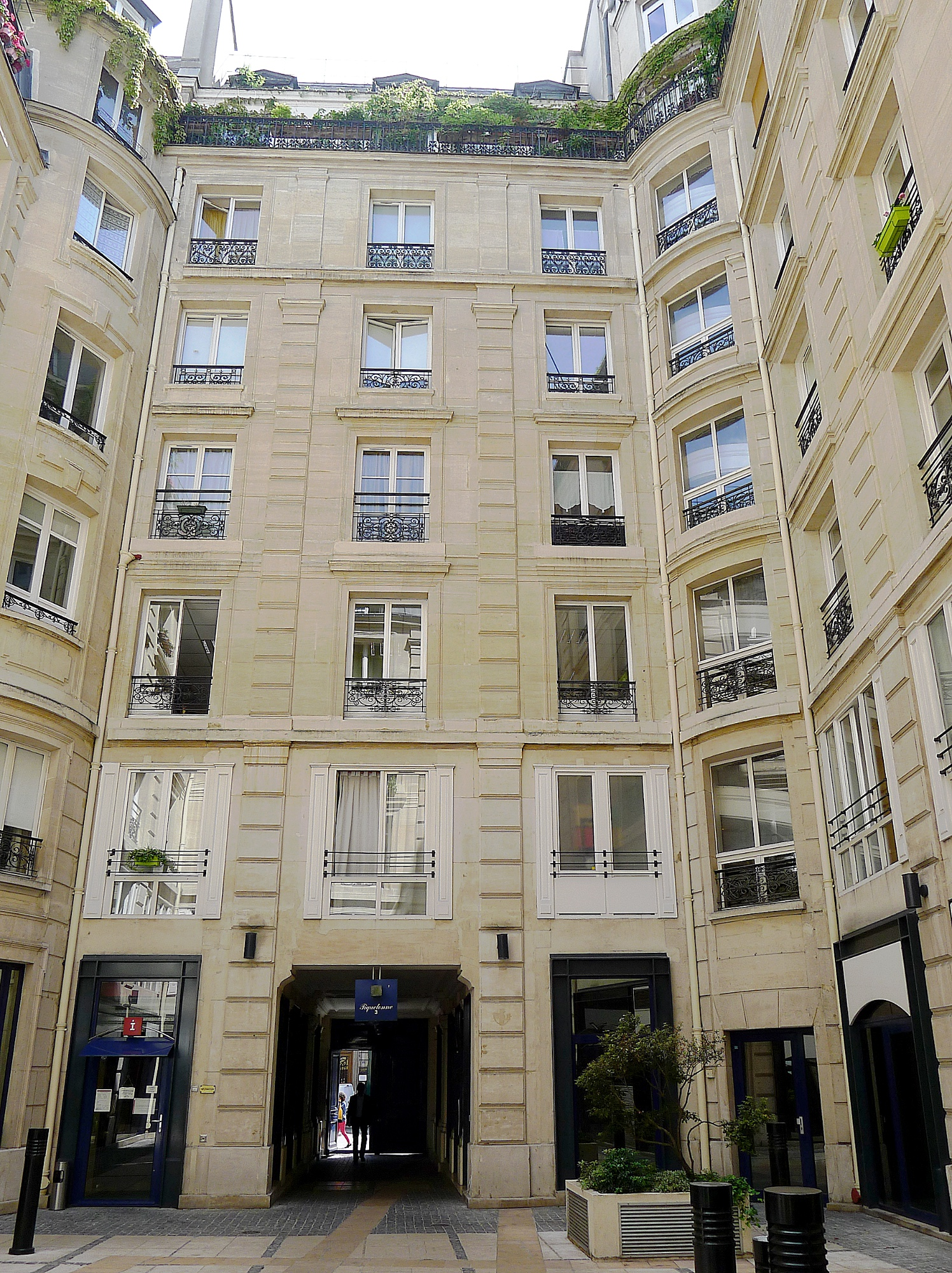
No 64: cour intérieure.

## Bâtiments remarquables et lieux de mémoire
La rue aligne plusieurs demeures des XVIIe et XVIIIe siècles.
- No 7 : Antoine Joseph Gorsas y demeura et y avait son atelier.
- No 10 : immeuble de la fin du XVIIe siècle ou du début du XVIIIe siècle sur lequel est apposée, en bas-relief, une enseigne de marchand de liège, A l’arbre à liège. L’enseigne est inscrite au monument historique par arrêté du  23 mai 1984[2].
- No 12 : boutique de jouets d'Alexandre Nicolas Théroude, fabricant de jouets et d'automates.
- No 13 : Maison rocaille construite par Gilles-Marie Oppenord
- N°64 : Trois interventions (PA-470, PA-1057 Aladdin Sane David Bowie, PA-1062) du street-artiste Invader[3].

non localisés
- Nicolas-Jean-Baptiste Raguenet (1715-1793), artiste peintre et son père Jean-Baptiste Raguenet (1682-1755), comédien, artiste peintre, marchand de brocante, habitèrent dans cette rue au début des années 1730.

## Pour approfondir